# Poltel (telewizja)
Centralna Wytwórnia Programów i Filmów Telewizyjnych Poltel lub Telewizyjna Wytwórnia Filmowa Poltel – państwowa wytwórnia telewizyjno-filmowa należąca do Radiokomitetu, założona 1 stycznia 1974 w Warszawie (wcześniej działał Zakład Produkcji Filmów Telewizyjnych Telewizji Polskiej), w skrócie Poltel z oddziałami w Gdańsku, Katowicach i Krakowie.
Powstała w ramach Zespołu Programu Telewizyjnego TVP jako forma jednostki usługowej, pomocniczej i technicznej. Jej zadaniem był eksport i import, wymiana filmów oraz programów telewizyjnych, handel sprzętem, sprzedaż usług technicznych, przystępowanie do koprodukcji oraz udział w międzynarodowych targach i festiwalach telewizyjnych. Pracował tu m.in. Stanisław Janicki. W latach 1984–1989 szefem wytwórni był Lew Rywin. 
W I połowie 1990 roku Studio Dubbingowe Centralnej Wytwórni Programów i Filmów Telewizyjnych Poltel przekształciło się w Telewizyjne Studia Dźwięku. Obecnie działa w ramach Agencji Filmowej Telewizji Polskiej.